# 艾因哈羅島

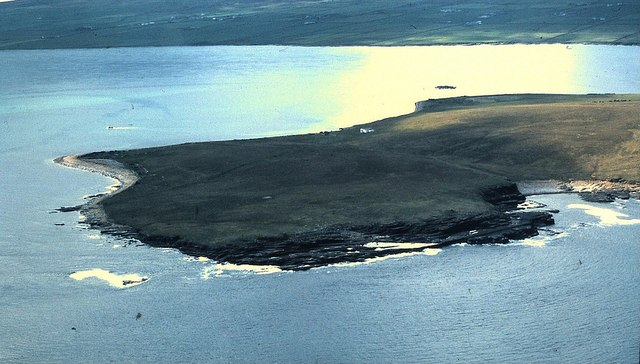

艾因哈羅島是一座蘇格蘭島嶼，位於梅恩蘭島和勞賽島之間的大西洋海域，屬於奧克尼群島的一部分，長1.4公里、寬1.3公里，呈心形，面積0.75平方公里，最高點海拔高度40米。1851年的一场瘟疫导致岛上居民外逃。为了确保无人返回，领主拆除了所有房屋的屋顶。从那以后，该岛便无人居住。自从其荒废以来，艾因哈罗已经重新成为海鸟的重要繁殖地。“艾因哈罗”（Eynhallow）源于古挪威语“爱因·赫尔加”（Eyinhelga），意思是“圣岛”。考古学家在岛上发现了十一世纪的修道院遗迹。由于没有到岛上的渡轮，奥克尼遗产协会（Orkney Heritage Society）每年夏天组织的旅行是外人唯一一次踏上岛上的机会。

## 外部連結
- Photographs of the island （页面存档备份，存于）

59°8′41″N 3°7′11″W / 59.14472°N 3.11972°W